# 维多利亚初级学院
维多利亚初级学院创办于1984年，是新加坡五大初级学院之一。
维初是提供法文课程 (French Language Elective Programme) 和剧场研究与戏剧课程 (Theatre Studies and Drama Programme) 的初级学院。